# John Ormsby Vandeleur
John Ormsby Vandeleur, né en 1763 à Kilrush en Irlande et mort le 10 décembre 1849 à Dublin, est un militaire britannique qui a combattu pendant les guerres de la Révolution française, les guerres anglo-marathes et les guerres napoléoniennes.

## Biographie

### De l'enseigne au lieutenant-colonel
Né en 1763, John Ormsby Vandeleur est le fils de Richard Vandeleur (mort en 1772) et d'Elinor, la fille de John Firman of Firmount. Sa famille, originaire de Hollande, est arrivée en Irlande au XVIIe siècle et s'est installée à Kilrush, dans le comté de Clare, où elle fait l'acquisition de nombreuses terres. Vandeleur intègre en qualité d'enseigne le 5e régiment d'infanterie en décembre 1781 et est promu lieutenant dans le 67e d'infanterie en 1783. Il sert avec son régiment dans les Antilles et, après avoir été transféré au 9e d'infanterie en 1788, il est fait capitaine le 9 mars 1792. En octobre de la même année, il reçoit une nouvelle affectation, cette fois-ci au 8e régiment de dragons légers, dont il est nommé major le 4 mai 1793.
En avril 1794, Vandeleur est envoyé avec son régiment dans les Flandres où il sert sous les ordres du duc Frédéric d'York. Il participe aux principales rencontres de la campagne et suit la retraite de l'armée à travers la Hollande jusqu'à Brême. Alors que le gros des troupes britanniques rembarque pour l'Angleterre en avril 1795, Vandeleur demeure sur place avec le petit contingent du général Dundas jusqu'au mois de décembre. En août 1796, il part pour le cap de Bonne-Espérance et prend part aux opérations menées contre les Hollandais par les généraux Craig et Dundas. Il est promu lieutenant-colonel du 8e dragons légers le 1er janvier 1798.
Quatre ans plus tard, en octobre 1802, Vandeleur et son régiment s'embarquent pour l'Inde et il commande, avec le grade local de colonel, une brigade de cavalerie sous Lord Lake lors de la deuxième guerre anglo-marathe de 1803 à 1805. À la bataille de Laswari, le 1er novembre 1803, Vandeleur tourne le flanc gauche ennemi et fait 2 000 prisonniers, recevant les compliments de Lord Lake. Il se distingue d'une manière semblable en novembre 1804 au combat de cavalerie de Fathghar, où le chef marathe Holkar est surpris et défait. Enfin, à Afzalghar le 2 mars 1805, il reprend, par une charge habilement menée, les canons tombés aux mains de l'adversaire.

### Face à Napoléon dans la péninsule Ibérique et à Waterloo
Vandeleur regagne l'Angleterre en 1806 et passe le 16 avril 1807 au 19e régiment de dragons légers ; le 25 avril 1808, il est colonel breveté. Sa nomination au grade de major général intervient le 4 juin 1811 et il se voit alors attribuer le commandement d'une brigade d'infanterie de la « division légère », qui se bat contre les Français dans la péninsule Ibérique. Il conduit la division après la blessure mortelle du général Craufurd à l'assaut de la forteresse de Ciudad Rodrigo le 19 janvier 1812 et tombe grièvement blessé. Il participe néanmoins à la bataille des Arapiles le 22 juin. En juin de l'année suivante, il intercepte une division française et met à mal l'une de ses brigades, faisant 300 prisonniers et dispersant le reste à travers les montagnes. Après avoir combattu à la bataille de Vitoria le 21 juin, il est placé le mois suivant à la tête d'une brigade de dragons légers sous le général Thomas Graham, remplacé peu après par Lord Niddry. Il est engagé dans tous les affrontements livrés par cette colonne, en particulier la bataille de la Nive. À la fin de la guerre, il est désigné pour conduire une division de cavalerie et d'artillerie britannique de Bordeaux jusqu'à Calais.
En octobre 1814, Vandeleur est affecté à l'état-major de l'armée britannique en Belgique. Il est fait colonel du 19e régiment de dragons légers le 12 janvier 1815. À la bataille de Waterloo, qui se déroule le 18 juin suivant, il commande la 4e brigade de cavalerie, qui se compose des 11e, 12e et 16e dragons légers. Le comte d'Uxbridge ayant été blessé et évacué du champ de bataille, Vandeleur, en tant que général le plus ancien sur le terrain, dirige toute la cavalerie britannique vers la fin de la bataille ainsi que durant l'avance sur Paris, jusqu'au retour de Louis XVIII dans sa capitale le 8 juillet.

### Le temps des honneurs
En récompense de ses services dans la péninsule Ibérique et en Belgique, il est fait chevalier commandeur de l'ordre du Bain, reçoit la médaille d'or de l'armée avec agrafes pour Ciudad Rodrigo, Les Arapiles, Vitoria et la Nive, et la médaille de Waterloo. Il devient par ailleurs chevalier de 2e classe de l'ordre russe de Saint-Vladimir et commandeur de l'ordre militaire de Maximilien-Joseph de Bavière.
Après la dissolution du 19e dragons légers en 1820, Vandeleur est nommé colonel du 14e dragons légers en 1823, duquel il passe avec son grade au 16e régiment de lanciers le 18 juin 1830. Il est successivement promu lieutenant-général le 19 juillet 1821, chevalier grand-croix de l'ordre du Bain en 1833 et général le 28 juin 1838. John Ormsby Vandeleur meurt le 10 décembre 1849 à son domicile de Merrion Square, à Dublin.

## Famille
Vandeleur épouse l'une des filles du révérend John Glesse en 1829. Le couple a deux enfants, un fils et une fille, Ellen, qui se marie plus tard avec le colonel Richard Greaves, secrétaire militaire adjoint auprès du commandant en chef des forces armées en Irlande puis colonel du 40e régiment d'infanterie.